# Parupeneus diagonalis
Parupeneus diagonalis is een straalvinnige vissensoort uit de familie van zeebarbelen (Mullidae). De wetenschappelijke naam van de soort is voor het eerst geldig gepubliceerd in 2004 door Randall.